# 리가 3 (포르투갈)
리가 3(Liga 3)는 포르투갈의 3부 축구 리그로, 리가 포르투갈 2의 하위 리그이다. 포르투갈 축구 연맹(FPF)의 리그 개편에 따라 2021-22 시즌부터 새로 신설되어 운영되고 있다. 최상위권 팀들은 리가 포르투갈 2로 승격하며 최하위권 팀들은 캄페오나투 드 포르투갈로 강등된다.
리가 3 신설에 따라 기존의 3부 리그였던 캄페오나투 드 포르투갈은 4부 리그로 강등됨과 동시에 참가팀의 수를 줄였다. 리가 3의 첫 시즌에는 24개팀이 참가하여 연고지 위치에 따라 세리이 A, B(북부/남부)로 나누어 경기를 치루며, 이후 숫자를 줄여 2023-24 시즌부터 20개팀으로 운영하고 있다.

## 참가팀
| 구단명                 | 연고지               | 홈구장                          | 수용인원 |
| ---------------------- | -------------------- | ------------------------------- | -------- |
| 트로펜스               | 트로파               | 에스타디오 두 CD 트로펜스       | 5,074    |
| 코빌량                 | 코빌량               | 조제 산투스 핀투                | 3,500    |
| 브라가 B               | 브라가               | 콤플레슈 데스포르티부 드 팡     | 724      |
| 알베르카               | 빌라프랑카드시라     | FC 알베르카 스타디움            | 7,705    |
| 산조아넨스             | 상주앙다마데이라     | 이스타디우 콘드 디아스 가르시아 | 15,000   |
| 펠게이라스             | 펠게이라스           | 에스타디오 마샤두 드 마투스     | 7,540    |
| 아모라                 | 세이샬               | 이스타디우 다 메디데이라        | 5,000    |
| 바르징                 | 포보아드바르징       | 에스타디오 두 바르징 SC         | 7,280    |
| 카넬라스               | 빌라노바드가이아     | 이스타디우 드 카넬라스          | 10,800   |
| 스포르팅 B             | 알코셰트             | 이스타디우 아우렐리우 페레이라  | 1,180    |
| 아카데미카             | 코임브라             | 이스타디우 시다드 드 코임브라   | 29,744   |
| 파프                   | 파프                 | 이스타디우 무니시팔 드 파프     | 8,000    |
| 아나디아               | 아나디아             | 실비우 엔히케스 세르베이라      | 6,500    |
| 올리베이라 두 오스피탈 | 올리베이라두오스피탈 | 올리베이라 두 오스피탈 스타디움 | 5,000    |
| 칼다스                 | 칼다스다하이냐       | 캄푸 다 마타                    | 13,000   |
| 아틀레티코 CP          | 리스본               | 이스타디우 다 타파디냐          | 4,000    |
| 비아넨스               | 비아나두카스텔루     | 이스타디우 Dr. 조제 드 마투스   | 3,000    |
| 루지타니아             | 산타마리아다페이라   | 이스타디우 두 루지타니아 FC     | 8,000    |
| 데젬브루               | 신트라               | 캄푸 콘드 드 수세나             | 1,000    |
| 페루 피녜이루          | 신트라               | 조구스 파르달 몬테이루          | 3,000    |

## 역대 우승팀
| 시즌    | 챔피언 결정전 | 챔피언 결정전      | 챔피언 결정전 |
| 시즌    | 우승          | 스코어             | 준우승        |
| ------- | ------------- | ------------------ | ------------- |
| 2021–22 | 토헨스        | 1–1 (연), (5–4 승) | 올리베이렌스  |
| 2022–23 | 레이리아      | 1–0                | 벨레넨스스    |
| 시즌    | 승격 스테이지 | 승격 스테이지      | 승격 스테이지 |
| 시즌    | 우승          | 준우승             | 3위           |
| 2023–24 | 알베르카      | 펠게이라스 1932    | 루지타니아    |

### 구단별 수상
| 구단명          | 우승 | 준우승 | 우승 연도 | 준우승 연도 |
| --------------- | ---- | ------ | --------- | ----------- |
| 토헨스          | 1    | 0      | 2021–22   | –           |
| 레이리아        | 1    | 0      | 2022–23   | –           |
| 알베르카        | 1    | 0      | 2023–24   | –           |
| 올리베이렌스    | 0    | 1      | –         | 2021–22     |
| 벨레넨스스      | 0    | 1      | –         | 2022–23     |
| 펠게이라스 1932 | 0    | 1      | –         | 2023–24     |